# Adolf Scheufelen
Adolf Scheufelen (* 28. Januar 1864 in Oberlenningen; † 30. Oktober 1941 ebenda) war ein deutscher Unternehmer. Er war technischer Geschäftsführer der Papierfabrik Scheufelen.

## Werdegang
Scheufelen war ein Sohn des Lehrers Karl Scheufelen und dessen Ehefrau Johanna Christiane Scheufelen geb. Beurlen. Nach dem Schulbesuch in Oberlenningen absolvierte er die Oberrealschule in Kirchheim unter Teck. Ab 1881 studierte er am Stuttgarter Polytechnikum und an der Eberhard Karls Universität Tübingen Chemie und Maschinenbau. In Tübingen wurde er mit einer Dissertation zum Thema „Eisenverbindungen als Bromüberträger“ promoviert. Weitere Stationen seines beruflichen Weges waren die österreichische Papierfabrik Steyrermühl und das britische Unternehmen John Dickinson & Co., wo er sich mit Fragen der Papierleimung und mit dem Aufbau einer Zellstofffabrik für „Espartopapier“ (Streichrohpapier) beschäftigte.
1888 kehrte Adolf Scheufelen in den väterlichen Betrieb zurück und führte 1889 die Produktion von Kunstdruckpapier ein. 1895 wurde die Marke „Phönix-Kunstdruckpapier“ beim Reichspatentamt registriert. 1892 übernahm er die technische Leitung und sein Bruder Heinrich Scheufelen die kaufmännische Leitung des Unternehmens, das nun als Erste Deutsche Kunstdruckpapierfabrik Carl Scheufelen firmierte. 1895 wurden er und sein Bruder Heinrich vom Vater Karl Scheufelen als Teilhaber aufgenommen.
1902 heiratete Adolf Scheufelen Paula Goßler (1877–1953) aus Frankeneck (Pfalz), deren Vater Johann Erhard Goßler ebenfalls Papierfabrikant war. Die von Paula Scheufelen ererbte Papierfabrik Goßler in Frankeneck wurde 1925 in das Unternehmen integriert. Von 70 Beschäftigten im Jahr 1892 wuchs das Unternehmen bis 1941 auf 1350 Mitarbeiter an.
Scheufelen übernahm wichtige Funktionen in den Verbänden der Papierindustrie. Ab 1899 war er im Vorstand des Vereins deutscher Papierfabrikanten (VDP), aus dem der Verband Deutscher Papierfabriken hervorging. Außerdem war er Vorstandsmitglied (1906–1929) und Vorsitzender (1911–1922) der Papiermacher-Berufsgenossenschaft in Württemberg. Er engagierte sich auch als Mitglied des Verwaltungsausschusses und des Vorstandsrats des Deutschen Museums in München.

## Preise und Auszeichnungen

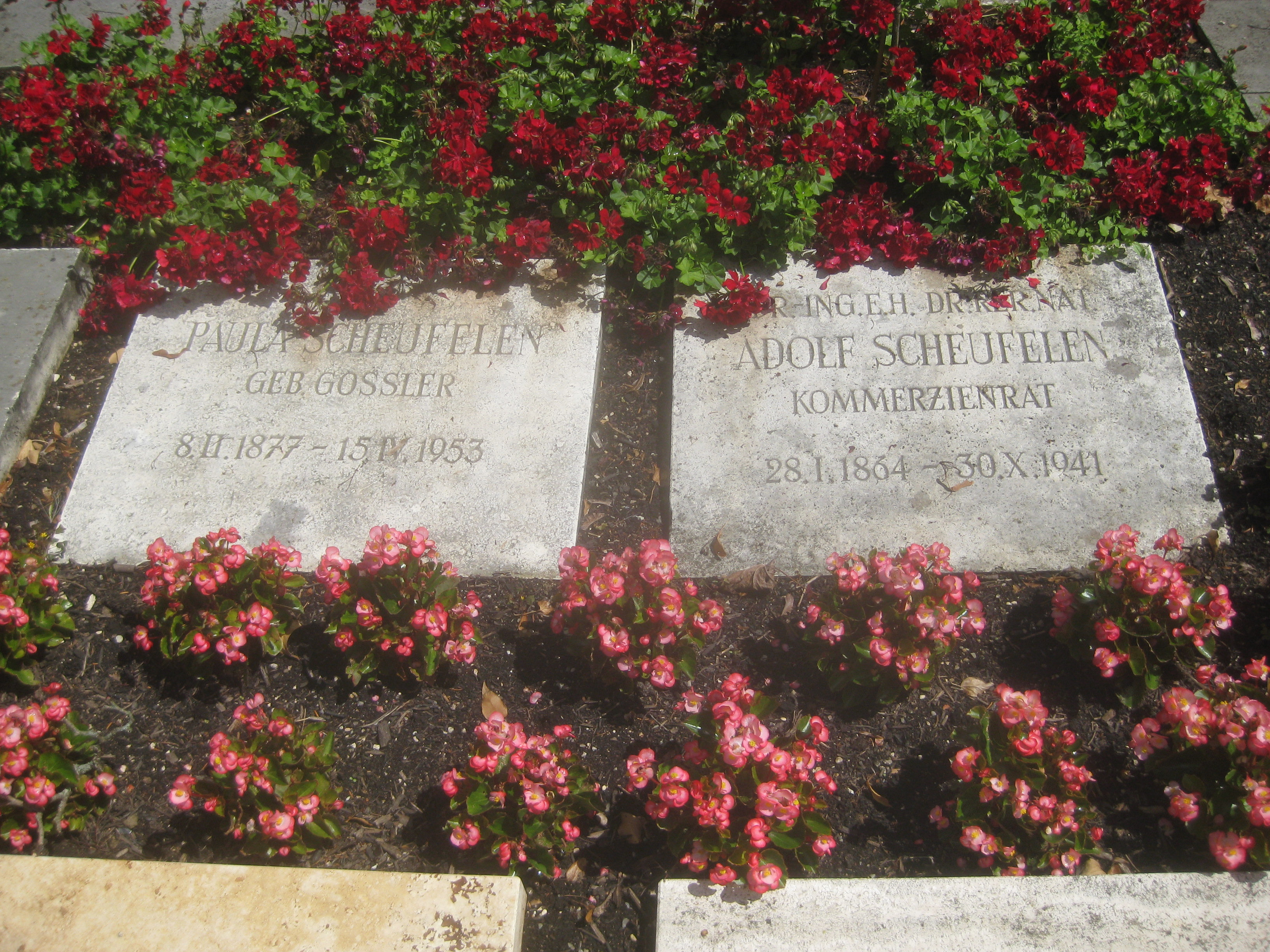
Grabplatten von Adolf Scheufelen und seiner Frau auf dem Friedhof Oberlenningen

- 1922: Ehrendoktorwürde der Technischen Hochschule Stuttgart (als Dr.-Ing. E. h.)[3]
- 1936: Ehrendoktorwürde der Eberhard Karls Universität Tübingen
- 1936: Ehrenmitglied im Verband der deutschen Zellstoff- und Papierchemiker
- 1936: Ehrensenator der Technischen Hochschule Darmstadt
- 1940: Goldener Ehrenring des Deutschen Museums

## Schriften
- Die Gruppe Papierstoff- und Papierindustrie im Deutschen Museum in München. In: Festschrift zum 50jährigen Jubiläum des Vereines. Der Verein Deutscher Papierfabrikanten 1872-1922. Berlin 1922, S. 261–267.
- Zur Geschichte des Kunstdruckpapiers. In: Papier-Zeitung, 61. Jahrgang 1936, Nr. 1, S. 36–38.